# Murder Prevention
Murder Prevention  è una serie televisiva britannica in 6 episodi trasmessi per la prima volta nel corso di una sola stagione nel 2004.
È una serie poliziesca incentrata sui casi affrontati dall'unità fittizia "Murder Prevention" (MPU), che tenta di impedire gli omicidi usando moderne tecniche scientifiche unite alle classiche tecniche di indagine; l'obiettivo del gruppo è quello di raccogliere prove sufficienti al fine di arrestare i potenziali assassini. La serie è composta da tre racconti ognuno diviso in due parti per un totale di sei episodi.

## Personaggi e interpreti
- DCI Patrick Goddard, interpretato da Conor Mullen.
- DS Ray Lloyd, interpretato da Mark Lewis Jones.
- DC Neil Stanton, interpretato da Sean Gallagher.
- DC Maurice Gibney, interpretato da Michael Smiley.
- DC Karen Hughes, interpretata da Sarah Smart.
- DC Mark Rosen, interpretato da Tom Brooke.
- James Gibson, interpretato da Bohdan Poraj.
- Louise Cole, interpretata da Badria Timimi.
- Leon Bracken, interpretato da William Armstrong.
- Paul Cullen, interpretato da Tom Bennett.
- Sally Brook, interpretata da Christine Bottomley.
- Veronica Zukic, interpretato da Cristina Catalina.
- David Gill, interpretato da Ronnie Fox.
- Fergus Fallon, interpretato da Frank McCusker.
- Una McCreedy, interpretata da Aislinn Sands.
- Carole Cullen, interpretata da Tilly Vosburgh.
- Comandante Donald Wicker, interpretato da Peter Wight.

## Produzione
La serie, ideata da Declan Croghan, fu prodotta da World Productions.

### Registi
Tra i registi sono accreditati:
- Justin Chadwick
- Julian Simpson
- Jeremy Lovering

## Distribuzione
La serie fu trasmessa nel Regno Unito dal 30 ottobre 2004 al 4 dicembre 2004 sulla rete televisiva Channel 5. In Italia è stata trasmessa dal 6 settembre 2006 su Jimmy con il titolo Murder Prevention.

## Episodi
| Stagione       | Episodi | Prima TV Regno Unito |
| -------------- | ------- | -------------------- |
| Prima stagione | 6       | 2004                 |